# Dinopsyllus tenax
Dinopsyllus tenax är en loppart som beskrevs av Jordan 1930. Dinopsyllus tenax ingår i släktet Dinopsyllus och familjen mullvadsloppor. Inga underarter finns listade i Catalogue of Life.